# تجن جار العليا (بايين خيابان ليتكوة)
تجن جار العلیا (بالفارسية: تجن‌جار علیا) هي قرية تقع في إيران في Pain Khiyaban-e Litkuh Rural District. يقدر عدد سكانها بـ 1,165 نسمة .